# 亏月
亏月或下弦月（英语：Waning Moon）是指月球从满月到新月的月相。开始，在太阳刚刚落下之后，就可以看到亏月的凸月相（半月和满月之间的月相），但是在天空中跟太阳的方向正好相反。一天天过去，月球朝着太阳升起的地方运行并逐渐变小，先变成一半，再变成虧眉月，最终消失不见成新月。

## 资料来源
1. ↑  .   [2023-07-29]. （原始内容存档于2023-07-29）.
2. ↑  方, 怡. . 北京: 中国华侨出版社. 2013: 260页. ISBN 9787511341037.